# Cavino (Weingut)

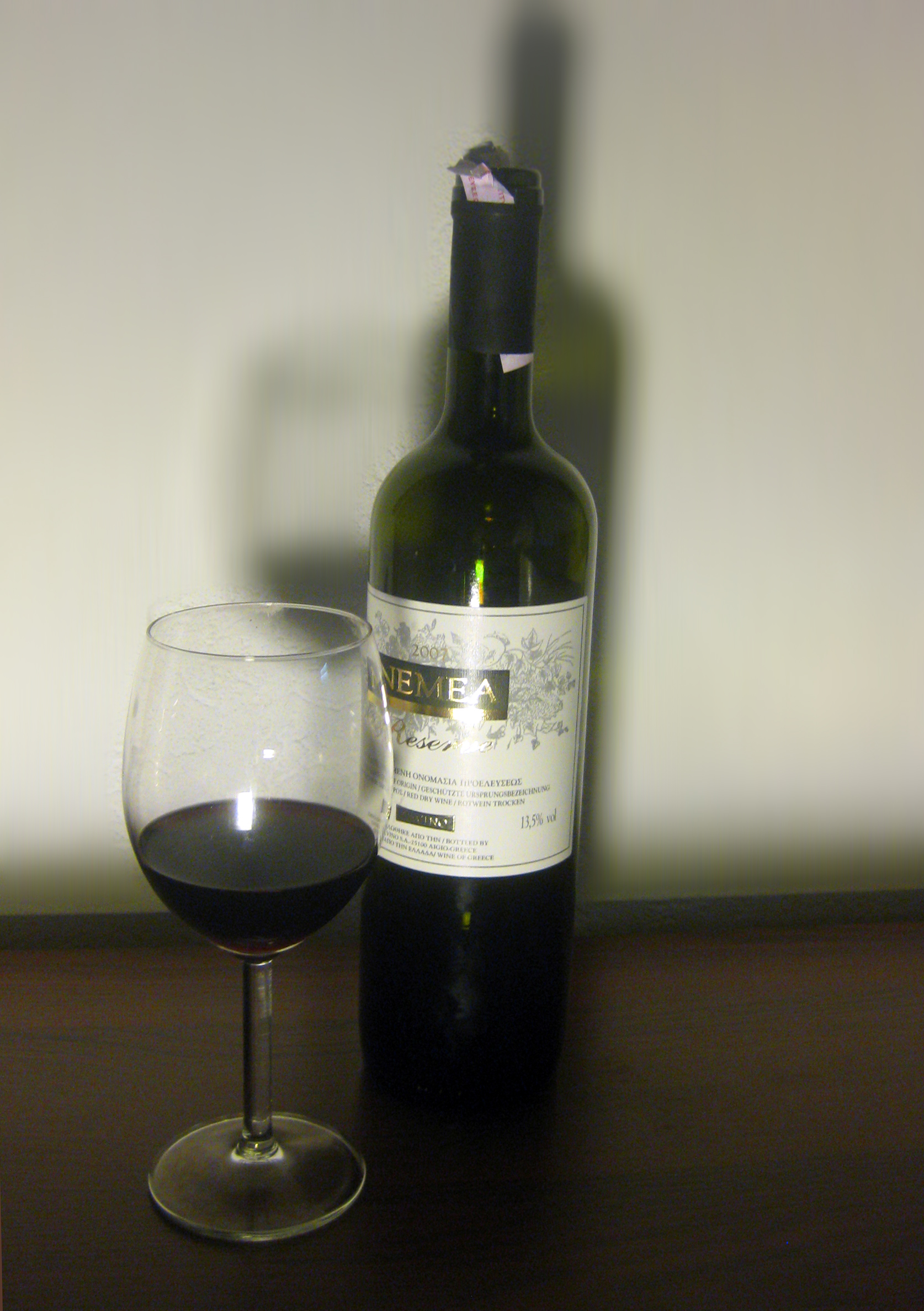
Ein 2007er Nemea Reserve

Cavino ist ein Weingut aus Egio auf der Peloponnes, welches für Mavrodaphne-Weine bekannt ist. Mit 30 Hektar Rebfläche zählt es zu den größeren Weingütern im Norden der Halbinsel.

## Geschichte
Cavino wurde 1958 von Konstantinos Anastasiou gegründet. Bis 1986 wurden die Erzeugnisse ausschließlich exportiert, seitdem werden die Weine auch im Direktvertrieb auf dem griechischen Markt angeboten. 1999 erlangte Cavino die Qualitätszertifizierungen ISO 9002 und IFS. Neben Weinen unterhält Cavino auch eine eigene Destillerie, wo der Ouzo Romios produziert wird, der auf dem internationalen Spirituosen-Wettbewerb (ISW) 2007 mit den 2. Platz aufgezeichnet wurde, sowie der Wein Egiohos aus biologischem Anbau. Die Produktpalette umfasst mehr als 30 Erzeugnisse.

## Weblink
- Offizielle Website